# Majet

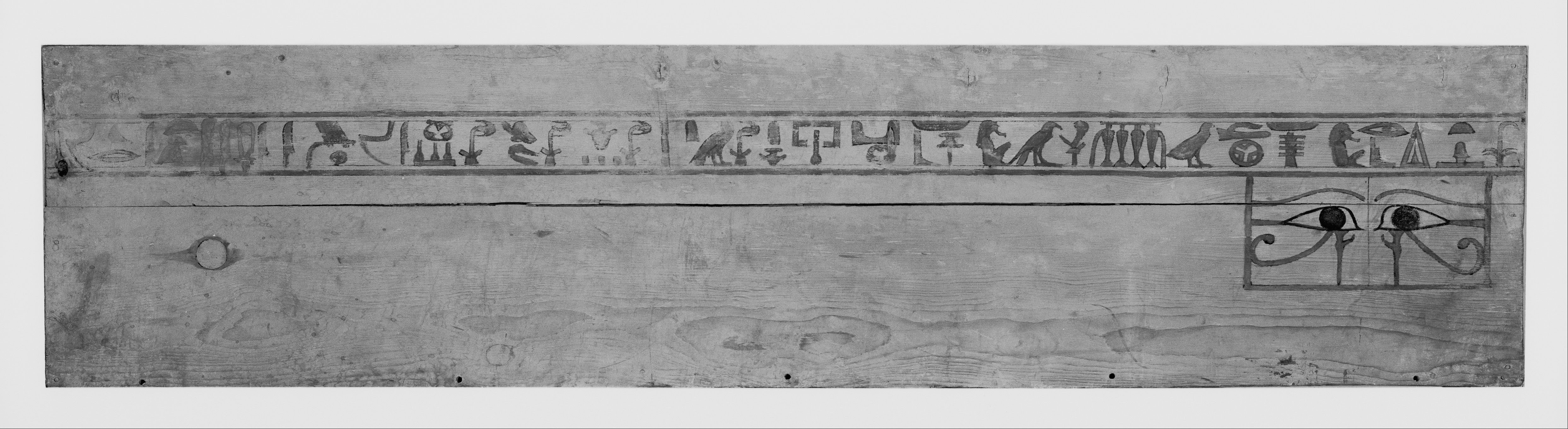
Majet belső fakoporsója

Majet (vagy Miiut, Miit; nevének jelentése: „macska”) ókori egyiptomi lány, akit a XI. dinasztia egyik uralkodója, II. Montuhotep Deir el-Bahari-ban lévő halotti templomában temettek el. Nem tudni, milyen rokonságban állt Montuhoteppel. Temetkezését érintetlenül találták meg.
Majet múmiáját 1921-ben fedezte fel a Herbert Eustis Winlock vezette amerikai expedíció. Sírja az épületegyüttes közepén, egy oszlopos épület hátuljában volt, ahol az övén kívül még öt nő sírját és kis, díszített kápolnáját találták meg. Mind az öt nő – Asait, Henhenet, Kawit, Kemszit és Szadeh – viselték „a király felesége” címet, így Montuhotep feleségei lehettek. Majet fennmaradt tárgyain nem viselt semmilyen címet, nem tudni, milyen kapcsolatban állt a királlyal és az itt eltemetett többi nővel. Fiatal korából (ötévesen halhatott meg) feltételezhető, hogy Montuhotep egyik lánya volt.
Majet sírja akna mélyén helyezkedik el. A kislány testét két koporsóba helyezték. A külső egy mészkőből készült szarkofág, melyre egyszerű áldozati formulákat véstek; ez sokkal nagyobb, mint amire szükség lett volna, ez arra utal, Majet halála váratlanul következhetett be, és egy valószínűleg nem az ő számára készült szarkofágot használtak fel. A belső koporsó fából készült és szintén egyszerű áldozati formulákat írtak rá; eredetileg ez a koporsó is másvalaki számára készülhetett, úgy tűnik, a nevet később írták át Majet nevére. A vászonba burkolt múmia arcát halotti maszk takarta. Nyakában öt nyaklánc volt, némelyike aranyból és ezüstből készült.

## Fordítás
- Ez a szócikk részben vagy egészben  a   Mayet (ancient Egypt) című angol Wikipédia-szócikk ezen változatának fordításán alapul.  Az eredeti cikk szerkesztőit annak laptörténete sorolja fel. Ez a jelzés csupán a megfogalmazás eredetét és a szerzői jogokat jelzi, nem szolgál a cikkben szereplő információk forrásmegjelöléseként.